# Abigail Breslin
Abigail  Kathleen Breslin (Nueva York, 14 de abril de 1996), conocida como Abigail Breslin, es una actriz estadounidense. Es una de las actrices más jóvenes en ser nominada a un Óscar.
Su carrera comenzó a la edad de tres años, cuando apareció en un anuncio de Toys "R" Us. A los seis años, actuó en su primera película, Señales (2002). Posteriormente, apareció en la película de Disney Chestnut, el héroe de Central Park (2004). El reconocimiento internacional llegó al interpretar a Olive en la comedia Little Miss Sunshine (2006), con lo que se convirtió en la cuarta actriz más joven en ser nominada a un Premio Óscar de la Academia; también obtuvo una nominación a los Premios del Sindicato de Actores, en la categoría de Mejor actriz de reparto, y también a los Premios BAFTA, en la misma categoría. Llegó a convertirse en una de las celebridades juveniles e infantiles con mayor éxito, al igual que Dakota Fanning, Daniel Radcliffe, Mary-Kate y Ashley Olsen y Macaulay Culkin, entre otras.
Luego actuó en películas de Hollywood como Sin reservas (2007), El último regalo (2007), La isla de Nim (2008), Definitely, Maybe (2008), My Sister's Keeper (2009), Zombieland (2009), Rango (2011), New Year's Eve (2011), The Call (2013), Maggie y Final Girl (ambas 2015). En septiembre del 2015, comenzó a actuar en la comedia de terror Scream Queens, en Fox, en la que recibió su primer papel regular en una serie de televisión.

## Familia y vida privada
Breslin nació en la ciudad de Nueva York, hija de Kim y de Michael, especialista en telecomunicaciones, programador y consultor. Tiene dos hermanos mayores: Ryan y Spencer, también actores. Vive en Nueva York, con su familia, que sus abuelos maternos han descrito como "muy unida". En febrero de 2021 confirmó que su padre había fallecido por complicaciones relacionadas con el COVID-19. En el 2023, se casó con Ira Kunyansky, empresario de origen ruso, con quien había iniciado una relación seis años atrás.
Lleva el nombre de la Primera dama de los Estados Unidos Abigail Adams. Breslin y su amiga Cassidy Reiff tienen una banda de música llamada "CABB".[cita requerida].

## Carrera

### 2002-2006: Comienzos y reconocimiento profesional

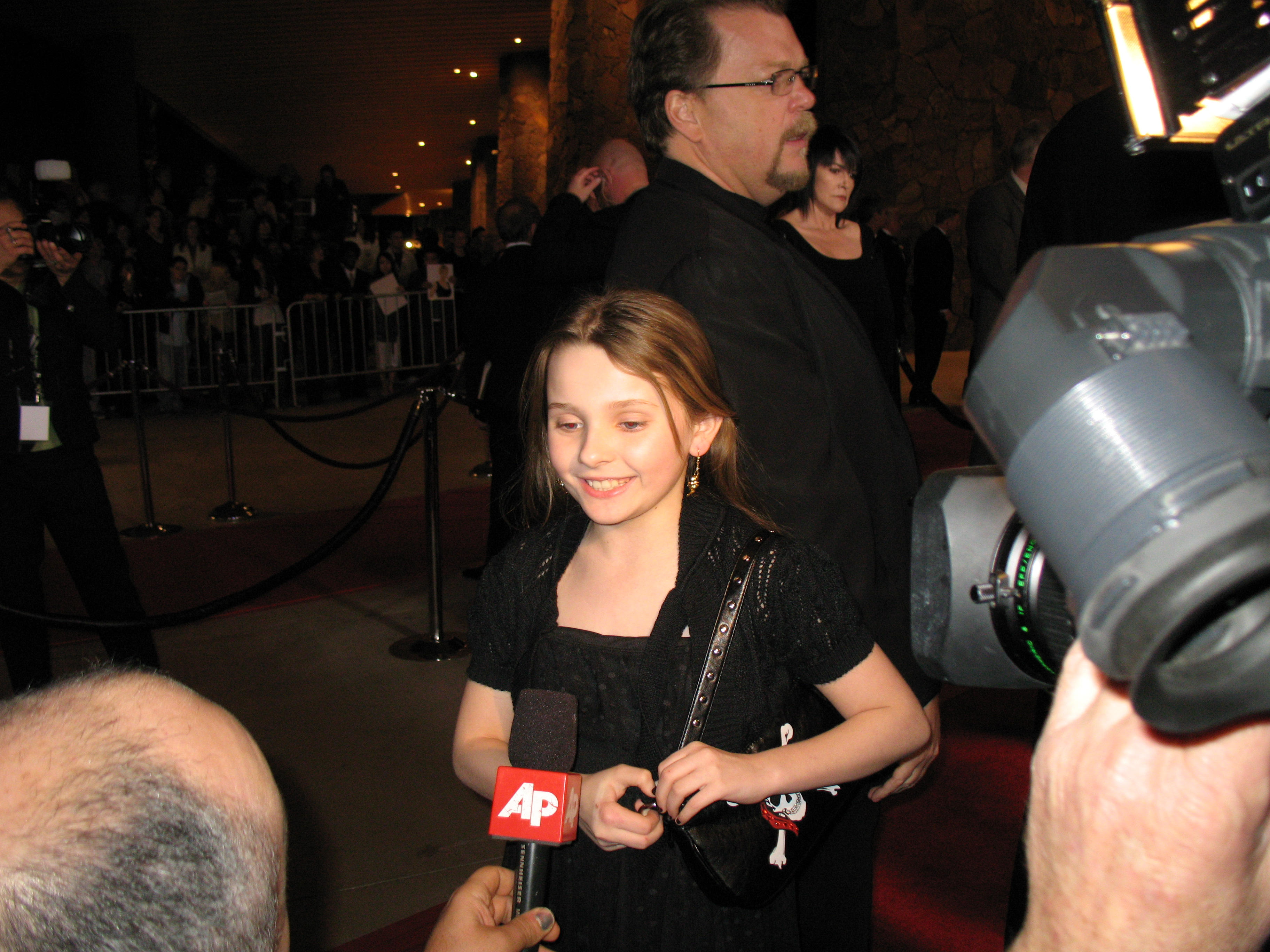
Breslin en el estreno de Little Miss Sunshine en el Festival Internacional de Cine de Palm Springs en enero de 2007.

Su primer papel en cine fue en la película de suspense de ciencia ficción de 2002 Señales, dirigida por M. Night Shyamalan, donde interpretó a Bo Hess, la hija del personaje principal, Graham Hess (Mel Gibson). Señales obtuvo críticas en su mayoría positivas y fue un éxito de taquilla, pues recaudó US$408 millones, en todo el mundo. La actuación de Breslin en la película fue elogiada por la crítica. David Ansen de Newsweek escribió que tanto ella como su compañero de reparto Rory Culkin dio "tremendamente, actuaciones naturales matizadas". En el 2004, apareció en la película Raising Helen, donde ella y su hermano Spencer aparecen como hermanos. La película recibió críticas en su mayoría negativas. También tuvo un pequeño papel en The Princess Diaries 2: Royal Engagement.
La película independiente Keane, donde interpretó a Kira Bedik, una joven que le recuerda los trastornos mentales al protagonista William Keane (Damian Lewis) de su hija secuestrada, tuvo un lanzamiento limitado en cines, y sólo recaudó 394.390 dólares en todo el mundo, pero recibió críticas positivas, y la actuación de Breslin fue elogiada por los críticos. Meghan Keane, de The New York Sun, escribió que "las escenas entre el señor Lewis y la encantadoramente frágil Kira, papel atractivamente desempeñado por la señorita Breslin, llevan una humanidad cautivadora a la película".

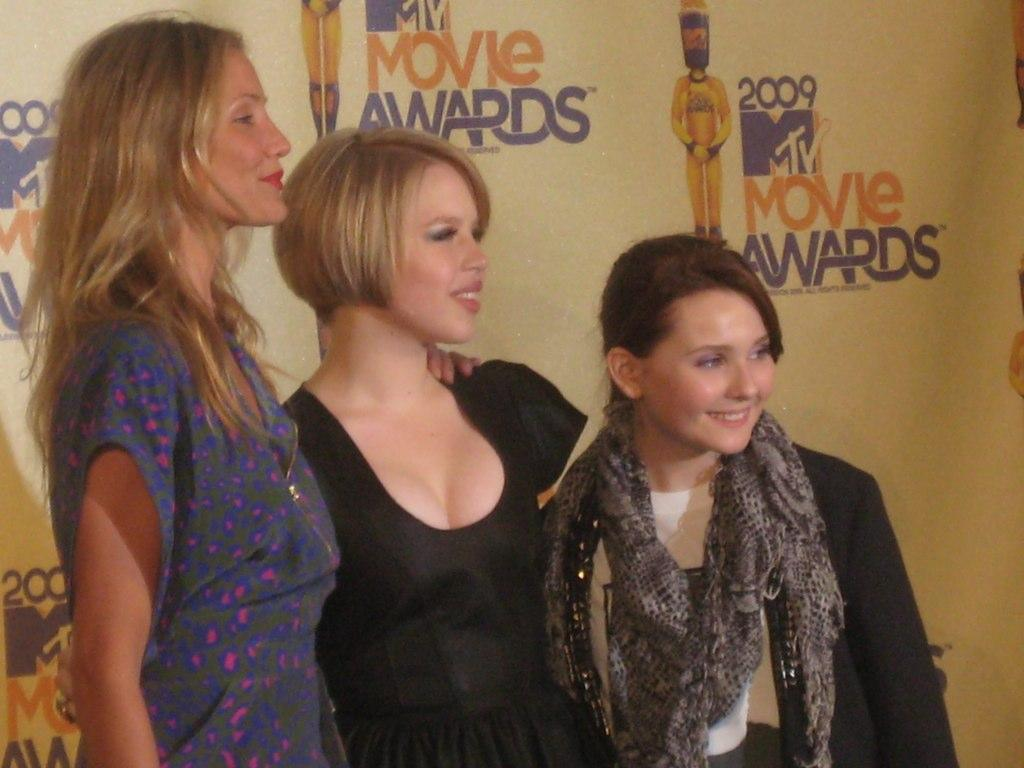
Breslin junto con Cameron Diaz y Sofia Vassilieva en los MTV Movie Awards en 2009

El papel revelación de Breslin fue en la comedia-drama del 2006 Little Miss Sunshine (La pequeña Miss Sunshine, en algunos países), donde interpretó a Olive Hoover, una concursante de belleza, la más joven de una familia disfuncional que viaja por carretera. Fue elegida a la edad de seis años, años antes del inicio de la filmación. Sus compañeros, Greg Kinnear y Alan Arkin, mencionaron que estaban "sorprendidos por la seriedad de propósito durante la filmación". Little Miss Sunshine fue un éxito de la crítica y comercial, y recaudó US$100.000.000, en todo el mundo.
La actuación de Breslin fue muy elogiada; Claudia Puig, de USA Today, escribió que "Si Olive hubiera sido interpretado por cualquier otra niña, no nos habría afectado tan poderosamente como lo hizo." Breslin recibió nominaciones a los Screen Actors Guild Award y a los Óscar como Mejor Actriz de Reparto, convirtiéndose en la cuarta actriz más joven en ser nominada en esa categoría. Su compañero, Alan Arkin, no quería que ella ganara el premio, y especificó que ella había "tenido suficiente atención" y que "tiene que tener una infancia".
Aunque Jennifer Hudson ganó el Óscar, Breslin presentó un premio, al lado del actor Jaden Smith en la 79.ª entrega de los premios Óscar, el 25 de febrero del 2007.[cita requerida] Breslin fue parte de la celebración Year of a Million Dreams de Disney. Annie Leibovitz la fotografió como Fira, de Disney Fairies, con Julie Andrews como el Hada Azul de Pinocho. El 27 de octubre del 2007, Breslin hizo su debut teatral, en la obra Right You Are (If You Think You Are), en la ciudad de Nueva York, en el Museo Guggenheim, protagonizado con un reparto junto a Cate Blanchett, Dianne Wiest, Natalie Portman y Peter Sarsgaard.

### 2007-2010: Gran éxito y debut en Broadway

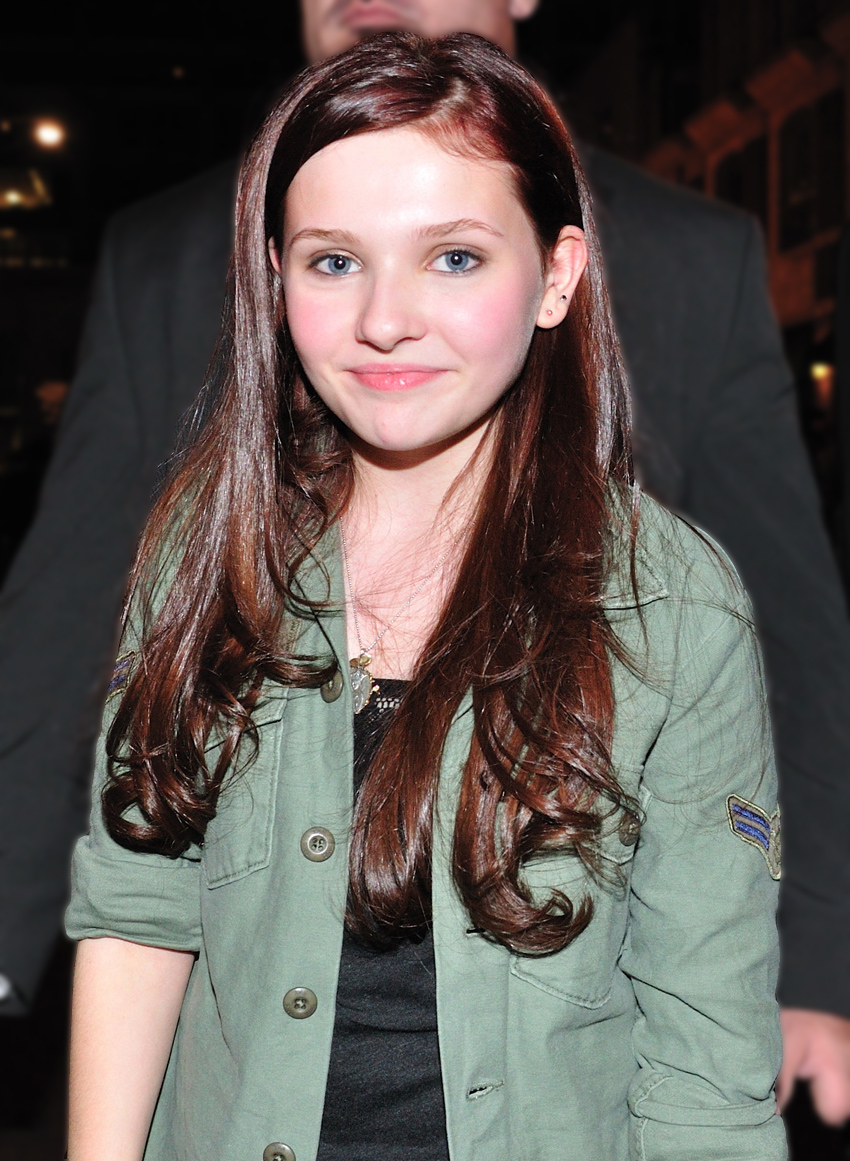
Breslin en el Festival de Cine de Toronto en 2010.

En el 2007, Breslin ocupó el puesto número 8 en la lista de "Young Hollywood's Top-Earning Stars" de la revista Forbes, después de haber ganado US$1.5 millones en el 2006.
Después, apareció en la comedia romántica del 2007 Sin reservas, interpretando a la sobrina de la maestra de cocina Kate Armstrong (Catherine Zeta-Jones). La película obtuvo críticas negativas, pero sobre todo fue un éxito comercial, pues recaudó US$92 millones en todo el mundo. Roger Ebert escribió que Breslin "tiene el material para emerger como un niño de tres dimensiones, si no se emplea tan resueltamente como un peón." También en el 2007, protagonizó otra comedia romántica, Definitely, Maybe, en la que su personaje es la hija de un padre recién divorciado (Ryan Reynolds). Definitely, Maybe recibió críticas generalmente favorables: con Steven Rea, de The Philadelphia Inquirer, escribió que Breslin es "alarmantemente linda - pero respalda la ternura con instinto de actuación seria".
En 2008, Breslin apareció junto a Jodie Foster en la película La isla de Nim como Nim Rusoe, una joven que vive en una remota isla tropical. La isla de Nim recibió críticas mixtas, pero fue un éxito financiero, recaudando US$ 100.000.000 en todo el mundo. También en el 2008, Breslin apareció en Kit Kittredge: An American Girl como el personaje principal. La película se basa en la línea de muñecas, libros y accesorios American Girl,  de los cuales Breslin es fan. Kit Kittredge: An American Girl obtuvo críticas favorables y recaudó US$17 millones en la taquilla. La actuación de Breslin en la película fue elogiada por los críticos; Joe Morgenstern, de The Wall Street Journal, escribió que "lleva la historia de eventos de peluche con la gracia inagotable".
En el 2009, Breslin apareció en My Sister's Keeper, donde interpretó el papel de Anna Fitzgerald, una joven que fue concebida para ser donante para su hermana, Kate, que padece leucemia. Elle y Dakota Fanning fueron programadas para interpretar el papel de Anna y Kate, respectivamente; sin embargo, Dakota se negó a afeitarse la cabeza para el papel, así que ella y Elle fueron sustituidas por Sofia Vassilieva y Breslin. My Sister's Keeper recibió críticas mixtas, pero fue un éxito financiero, recaudando US$95 millones en todo el mundo. James Berardinelli escribió que Breslin y Vassilieva "muestran un vínculo natural que se podría esperar de las hermanas, y no hay ningún indicio de artificio o sobreactuación". También en 2009, Breslin apareció en la comedia de terror Zombieland como Little Rock. El director, Ruben Fleischer, dijo que "el sueño siempre fue llegar a Abigail Breslin" para el papel. La película recibió críticas positivas y fue un éxito en la taquilla, recaudando 102 millones de dólares en todo el mundo.
En septiembre de 2009, Breslin filmó en Des Moines, Iowa, interpretando el papel protagonista en la película Janie Jones: una niña de 13 años que es abandonada por su madre ex-groupie (Elisabeth Shue), que le informa a Ethan Brand (Alessandro Nivola), una estrella de rock fading, que ella es su hija. La película se estrenó en el Festival Internacional de Cine de Toronto, en el 2010.
Con vistas previas a partir de febrero de 2010, hizo su debut en el Teatro Broadway como Helen Keller en The Miracle Worker en el Circle in the Square Theatre. Breslin ha dicho que ella tuvo el honor de interpretar a Keller, quien es uno de sus "grandes héroes". La Alianza para la Inclusión en las Artes, un grupo de defensa de los actores ciegos y sordos, criticó a los productores de la obra por no lanzar a un actor sordo o ciego en el papel. El productor David Richenthal defendió la decisión, afirmando que necesitaba una actriz muy conocida: "Es simplemente ingenuo pensar que en este día y edad, usted será capaz de vender entradas para una obra renacimiento solamente a partir de la probabilidad de que la producción llegue a dar un gran espectáculo o sobre la probabilidad de que una actriz desconocida dé una actuación avanzada". La actuación de Breslin fue elogiada por los críticos; Frank Scheck, de The Hollywood Reporter, escribió que "así retrata la rebeldía salvaje de Helen en las primeras secciones de la obra, y es profundamente conmovedor cómo crece el vínculo de su personaje con su profesor". La venta de entradas para la obra, sin embargo, resultó decepcionante, y el show cerró en abril de 2010.

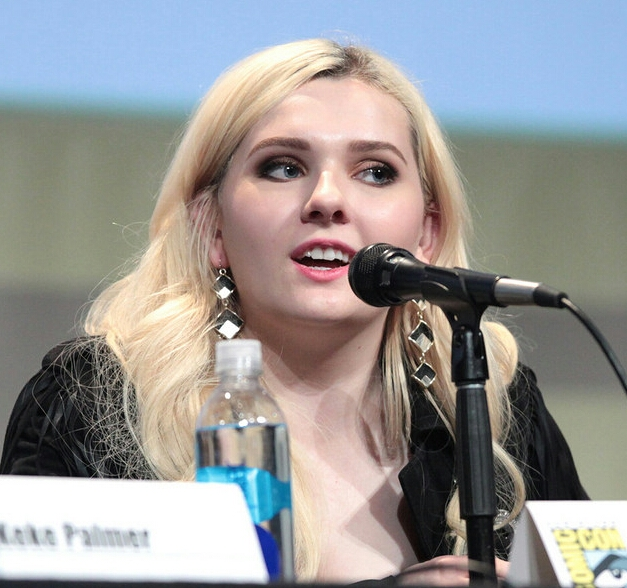
Breslin en la Convención Internacional de Cómics de San Diego en 2015.

En 2011, Breslin hizo la voz de Priscilla, un ratón de cactus en la comedia animada Rango, y apareció en la comedia romántica New Year's Eve.
En diciembre de 2011, se confirmó que Breslin aparecería en la adaptación cinematográfica de la novela de Orson Scott Card, Ender's Game. En julio de 2012, fue elegida en la adaptación cinematográfica de la obra ganadora del premio Pulitzer August: Osage County, junto a Julia Roberts y Meryl Streep.

### 2013-presente
En 2013, Breslin apareció en la película de suspenso The Call. La película recibió comentarios mixtos de los críticos. Andrew Barker, de Variety, escribió que Breslin "absuelve a sí misma lo suficientemente bien como para un papel problemático en el que se ve obligada a llorar y gritar casi continuamente."
En 2014, Breslin fue elegida junto a Georgie Henley, para protagonizar a Sandra y Elizabeth Andersen, respectivamente, en la película de drama criminal Hermanas perfectas, basada en el caso real de Linda Andersen. En enero de 2015, fue elegida para interpretar el papel de Chanel #5, en la primera temporada de la comedia de terror de serie de la antología de Fox, Scream Queens.
Sin embargo, la serie no obtuvo la audiencia esperada, aunado a los abandonos constantes de todo el elenco, lo que provocó su cancelación en el 2017.[cita requerida]

## Filmografía

### Cine
| Año  | Título                                   | Personaje           |
| ---- | ---------------------------------------- | ------------------- |
| 2002 | Señales                                  | Bo Hess             |
| 2004 | Raising Helen                            | Sarah Davis         |
| 2004 | The Princess Diaries 2: Royal Engagement | Carolina            |
| 2004 | Chestnut                                 | Ray                 |
| 2004 | Keane                                    | Kira Bedik          |
| 2005 | Family Plan                              | Nicole              |
| 2006 | Air Buddies                              | Rosebud/Alice (voz) |
| 2006 | The Santa Clause 3: The Escape Clause    | Trish               |
| 2006 | El último regalo                         | Emily Rose          |
| 2006 | Little Miss Sunshine                     | Olive Hoover        |
| 2007 | Sin reservas                             | Zoe Armstrong       |
| 2008 | Definitely, Maybe                        | Maya Hayes          |
| 2008 | La isla de Nim                           | Nim Rusoe           |
| 2008 | Kit Kittredge: An American Girl          | Kit Kittredge       |
| 2009 | My Sister's Keeper                       | Anna Fitzgerald     |
| 2009 | Zombieland                               | Little Rock         |
| 2010 | Quantum Quest: A Cassini Space Odyssey   | Jeana (voz)         |
| 2010 | Janie Jones                              | Janie Jones         |
| 2011 | Rango                                    | Priscilla (voz)     |
| 2011 | New Year's Eve                           | Hailey              |
| 2012 | Zambezia                                 | Zoe (voz)           |
| 2013 | The Call                                 | Casey Welson        |
| 2013 | Haunter                                  | Lisa                |
| 2013 | El juego de Ender                        | Valentine Wiggin    |
| 2013 | August: Osage County                     | Jean Fordham        |
| 2014 | Wicked Blood                             | Hannah Lee          |
| 2014 | Perfect Sisters                          | Sandra Anderson     |
| 2015 | Maggie                                   | Maggie              |
| 2015 | Final Girl                               | Veronica            |
| 2017 | Freak Show                               | Lynnette            |
| 2017 | Dirty Dancing                            | Baby Houseman       |
| 2019 | Zombieland: Double Tap                   | Little Rock         |
| 2021 | Stillwater                               | Allison Baker       |
| 2022 | Slayers                                  | Jules Jay           |
| 2023 | Miranda's Victim                         | Trish Weir          |

### Televisión
| Año         | Título                            | Personaje                | Notas                             |
| ----------- | --------------------------------- | ------------------------ | --------------------------------- |
| 2002        | What I Like About You             | Josie                    | Episodio: "The Teddy Bear"        |
| 2002        | Hack                              | Kayla Adams              | Episodio: "Domestic Disturbance"  |
| 2004        | Law & Order: Special Victims Unit | Patty Branson            | Episodio: "Birthright"            |
| 2004        | NCIS                              | Sandy Watson             | Episodio: "See No Evil"           |
| 2006        | Ghost Whisperer                   | Sarah Applewhite         | Episodio: "Melinda's First Ghost" |
| 2006        | Grey's Anatomy                    | Megan Clover             | Episodio: "Sometimes a Fantasy"   |
| 2015 — 2016 | Scream Queens                     | Libby Putney / Chanel #5 | Protagonista (23 episodios)       |
| 2017        | Dirty Dancing                     | Frances "Baby" Houseman  | Película para televisión          |

### Videojuegos
| Año  | Título                             | Personaje   | Desarrolladora        |
| ---- | ---------------------------------- | ----------- | --------------------- |
| 2019 | Zombieland: Double Tap – Road Trip | Little Rock | High Voltage Software |
| 2021 | Zombieland VR: Headshot Fever      | Little Rock | X R Games Limited     |